# Eucharis caucana
Eucharis caucana är en amaryllisväxtart som beskrevs av Alan W. Meerow. Eucharis caucana ingår i släktet Eucharis och familjen amaryllisväxter. Inga underarter finns listade i Catalogue of Life.